# Arch Hurley Conservancy District Office Building
L'Arch Hurley Conservancy District Office Building est un bâtiment américain à Tucumcari, dans le comté de Quay, au Nouveau-Mexique. Construit en 1940 dans le style Pueblo Revival, l'édifice est inscrit au Registre national des lieux historiques depuis le 16 décembre 1994.